# Ulan Bator
Ulan Bator  eller Ulaanbaatar (mongoliska: Улаанбаатар, uttal: [ʊɮambaːtʰər]) är huvudstaden i Mongoliet. Staden hade  2016 44% av landets befolkning boende där (ca 1,3 miljoner invånare)  och ligger vid floden Tuul, en biflod till Selenga, i en dal vid foten av berget Bogd Chan Uul i nordvästcentrala Mongoliet på en höjd av cirka 1 350 meter över havet.
Staden är den överlägset största i Mongoliet och svarar för nära hälften av landets industri. Den är en station på den förgrening av Transsibiriska järnvägen som går mellan Ulan-Ude och Peking. I Ulaanbaatar finns fem större universitet, flera högskolor och ett historiskt bibliotek.

## Administration
Staden ingår administrativt i ett självstyrande stadsområde på provinsnivå, omgivet av provinsen Töv. Stadsområdet är indelat i nio distrikt. Staden styrs av ett stadsråd ("medborgarrepresentanternas chural") med 40 ledamöter, valda för fyra år. Stadsrådet utser borgmästaren som ska godkännas av premiärministern (S Batbold); nuvarande (vald 6 augusti 2012) borgmästare är E Bat-Uul.

## Historia
Staden grundades år 1639 som Örgöö (eller Urga enligt en äldre västerländsk transkribering). Den var ursprungligen belägen vid det buddhistiska klostret Daa chüree i provinsen Archangaj, cirka 400 kilometer väster om den nuvarande staden, och var då säte för Zanabazar, den förste jebtsundamban, som centrum för den mongoliska lamaismen. Staden flyttades flera gånger till olika platser vid floderna Selenga, Orchon och Tuul, tills den etablerades på sin nuvarande plats på sent 1700-tal. Den hette mellan 1706 och 1911 Ich chüree, "stora klostret".
Ulan Bator blomstrade på 1860-talet som ett handelscentrum för tehandeln mellan Ryssland och Kina och var från mitten av 1700-talet säte för den Qingkinesiska amban, guvernören, i Yttre Mongoliet. Staden blev under namnet Nijslel chüree, "huvudstadsklostret", huvudstad i det självständiga Mongoliet 1911 under den teokratiske monarken Bogdo Gegen. Efter den mongoliska revolutionen år 1924 döptes staden om till Ulan Bator, "röde hjälten", till Damdiny Süchbaatars ära. 
Till följd av ökad industrialisering och urbanisering växte staden snabbt under första hälften av 1990-talet.

## Kultur
|                 |                    |                   |
| Statliga operan | Dramatiska teatern | Nationalgalleriet |